# Brent Barrett
Brent Barrett, né le 28 février 1957 au Kansas, est un acteur et un chanteur américain. Il a tenu le rôle de Diesel dans la reprise de la comédie musicale West Side Story en 1980 à Broadway.